# Kósa család (középajtai)

A középajtai Reznek-Kósa család címere

A középajtai Kósa család a háromszéki Erdővidéken kiterjedt család, amelynek tagjai a székely rendi társadalom idején a lófők és gyalog katonák között egyaránt megtalálhatóak voltak. Nemeslevelet és címert középajtai Kósa Máté nyert 1650-ben. A család jelesebb képviselői dr. Kósa-Reznek Jenő lovaglótanár, Kósa Mózes orvos, Reznek-Kósa Károly huszárszázados valamint Reznek Károly főhadnagy.

## A család eredete
Pálmay József szerint az Ajta-vidéki Kósa családok közös gyökerűek, de innen származtatja magát a kökösi Reznek család is.
A család legkorábbi ismert őse Kósa Gergely, aki 1594-ben Középajtán birtokos. Neki a fia Kósa Mihály, kitől a család középajtai ágai szerteágaznak.
1614-ben Középajtán Kósa Gergely, András és Lukács gyalog katonák, Kósa György szabad székely. Ugyanekkor Bölönben Kósa Balázs lófő renden lustrál.
1630. szeptember 15-én Kósa János vargyasi előnévvel Brandenburgi Katalintól nyert címeres nemeslevelet a Bethlen Gábor deákjaként szerzett érdemeiért. 
1635-ben Középajtán Kósa Mihály fiai: István, Máté és Mihály; Kósa Gergely fia Balázs; az egykori Kósa Lukács fia András, ennek fia Tamás; valamint hajdani Kósa György fia Péter. Bölönben Kósa András gyalog katona.
Középajtán 1650-ben Kósa Mihály, Máté és István szereznek nemeslevelet.
1683-ban középajtai Kósa Máté egy fiával lófő rendbe lép. Kósa Mihály, István és Balázs gyalog katonák. Bölönben Kósa György lófő.

## A középajtai és szárazajtai ágak
A család tagjai Középajtán a határőr katonaság 1764-es felállításával lovas katonai, illetve gyalog katonai szolgálatot teljesítettek.

### Szárazajtai-ág
1815-ben Kósa Dániel háromszéki dulló-biztos. 1834-ben Kósa Zsigmond Küküllő vármegyei országgyűlési követ.

## Reznek-Kósa család
A Reznek-Kósa család a középajtai Kósa család egyik ága, amely a 18. századtól Reznek néven él, de némely tagjai a 19–20. században felvették a Kósa nevet.
Nagy Iván szerint a Reznek név egy bizonyos Reznekfalváról származó leány beházasodásával vált használatossá. Pálmay egy másik magyarázatot is említ, miszerint egy ragadványnévről lehet szó:

„Egy másik versio szerint Kósa Dániel 1599-ben mint hadnagy egyik székely komandóhoz Kökös községébe rendeltetvén ki, mint ilyen ott is maradt. Állásánál fogva katonai egyenruhában, kardosan, zörgős és sallangos lovakkal járt, ezért a nép őt rezes Kósának nevezte el; a »rezes« jelző annyira megtartotta jellegét, hogy az elnevezés állandó maradt s később a nép nyelvén »Reznek« lett, mely elnevezés a család tagjain maradt."”

Egy 1793-ban kelt nemességvizsgálat során a gubernium helyben hagyta a kökösi Reznek István, József és György által bemutatott leszármazást:
- A1. Kósa Balázs
- A2. Kósa Mihály
- A3. Kósa András
  - B1. Kósa alias Reznek I. István
    - C1. Reznek I. József
      - D1. Reznek II. József
      - D2. Reznek György
      - D3. Reznek II. István

E levezetés értelmében Kósa, másként Reznek I. István a 17. század végén született Középajtán, s innen költözött Oltszemre. Reznek I. István fia I. József, ki Kökösre házasodván, ott alapított családot. Ifjabb Reznek II. József és a később született Reznek Mihály leszármazói Kökösön kiterjedt családot alapítottak.

### Komollói-ág
A kökösi Reznek családból az előző táblán szereplő György fia I. Áron 1794-ben született Kökösön. Feleségétől, gidófalvi Orbán Erzsébettől született a Komollóra házasodott Reznek II. Áron. Leszármazása a következő:
- F1. Reznek II. Áron (1826, Kökös– ), felesége zoltáni Zoltány Julianna
  - G1. Reznek Károly (1851–1934) kir. kincstárnok, felesége Keindl Anna
    - H1. Reznek Irén
    - H2. Reznek Károly (1894–1918)
    - H3. Reznek Aranka
    - H4. Kósa-Reznek Jenő (1898–1965)
    - H5. Reznek Jolán[7]

### Aldobolyi-ág
A kökösi Reznek családból az első táblán szereplő Reznek II. István leszármazása a következő:
- E1. Reznek III. István, felesége Czakó Judit
  - F2. Reznek IV. István, gyulafehérvári pénzverdei igazgató, felesége Császár Anna
    - G2. Reznek V. István, törvényszéki bíró
    - G3. Reznek János, orvostudor
    - G4. Reznek Ottíllia, férje Miksa Móricz

  - F3. Reznek Ferenc
  - F4. Reznek-Kósa Károly, százados, felesége Boga Rozália
    - G5. Reznek-Kósa Ilka
    - G6. Reznek-Kósa Etelka
    - G7. Reznek-Kósa Vilma[1]